# Chaetosciara estlandica
Chaetosciara estlandica är en tvåvingeart som först beskrevs av Franz Lengersdorf 1929.  Chaetosciara estlandica ingår i släktet Chaetosciara och familjen sorgmyggor. Arten är reproducerande i Sverige. Inga underarter finns listade i Catalogue of Life.